# Campeonato Mundial de Halterofilismo de 2013 - Até 48 kg feminino
A categoria até 48 kg feminino foi um evento do Campeonato Mundial de Halterofilismo de 2013, disputado no Salão do Centenário, em Breslávia, na Polónia, no dia 20 de outubro de 2013. 

## Calendário
Horário local (UTC+2)
| Dia           | Horário | Fase    |
| ------------- | ------- | ------- |
| 20 de outubro | 11:00   | Grupo B |
| 20 de outubro | 13:25   | Grupo A |

## Medalhistas
| Evento    | Ouro            | Ouro   | Prata                | Prata  | Bronze                  | Bronze |
| --------- | --------------- | ------ | -------------------- | ------ | ----------------------- | ------ |
| Arranque  | Tan Yayun (CHN) | 84 kg  | Ryang Chun-hwa (PRK) | 81 kg  | Marzena Karpińska (POL) | 78 kg  |
| Arremesso | Tan Yayun (CHN) | 115 kg | Ryang Chun-hwa (PRK) | 105 kg | Đỗ Thị Thu Hoài (VIE)   | 98 kg  |
| Total     | Tan Yayun (CHN) | 199 kg | Ryang Chun-hwa (PRK) | 186 kg | Đỗ Thị Thu Hoài (VIE)   | 176 kg |

## Recordes
Antes desta competição, o recorde mundial da prova era o seguinte:
| Recorde         | Tipo      | Atleta           | Peso   | Local         | Data                 |
| Recorde Mundial | Arranque  | Yang Lian (CHN)  | 98 kg  | Santo Domingo | 1 de outubro de 2006 |
| Recorde Mundial | Arremesso | Chen Xiexi (CHN) | 120 kg | Tai'an        | 21 de abril de 2007  |
| Recorde Mundial | Total     | Yang Lian (CHN)  | 217 kg | Santo Domingo | 1 de outubro de 2006 |

## Resultado
Os resultados foram os seguintes. 
| Pos.              | Atleta                  | Grupo | Peso  | Arranque (kg) | Arranque (kg) | Arranque (kg) | Arranque (kg)     | Arremesso (kg) | Arremesso (kg) | Arremesso (kg) | Arremesso (kg)    | Total |
| Pos.              | Atleta                  | Grupo | Peso  | 1             | 2             | 3             | Resultado         | 1              | 2              | 3              | Resultado         | Total |
| ----------------- | ----------------------- | ----- | ----- | ------------- | ------------- | ------------- | ----------------- | -------------- | -------------- | -------------- | ----------------- | ----- |
| Medalha de ouro   | Tan Yayun (CHN)         | A     | 47.67 | 84            | 84            | 84            | Medalha de ouro   | 106            | 110            | 115            | Medalha de ouro   | 199   |
| Medalha de prata  | Ryang Chun-hwa (PRK)    | A     | 47.34 | 78            | 81            | 83            | Medalha de prata  | 105            | 105            | 105            | Medalha de prata  | 186   |
| Medalha de bronze | Đỗ Thị Thu Hoài (VIE)   | A     | 47.89 | 78            | 80            | 80            | 4                 | 98             | 98             | 100            | Medalha de bronze | 176   |
| 4                 | Marzena Karpińska (POL) | A     | 47.71 | 78            | 81            | 81            | Medalha de bronze | 97             | 103            | 104            | 4                 | 175   |
| 5                 | Iana Diachenko (UKR)    | A     | 47.55 | 77            | 77            | 81            | 5                 | 89             | 89             | 92             | 6                 | 169   |
| 6                 | Honami Mizuochi (JPN)   | B     | 47.83 | 75            | 77            | 79            | 6                 | 90             | 92             | 93             | 7                 | 169   |
| 7                 | Katherine Mercado (COL) | A     | 47.62 | 73            | 76            | 78            | 7                 | 90             | 90             | 90             | 12                | 166   |
| 8                 | Anaïs Michel (FRA)      | A     | 47.74 | 70            | 73            | 73            | 8                 | 89             | 89             | 89             | 13                | 162   |
| 9                 | Mahliyo Togoeva (UZB)   | B     | 47.54 | 65            | 68            | 70            | 11                | 87             | 89             | 91             | 9                 | 161   |
| 10                | Lely Burgos (PUR)       | B     | 47.61 | 70            | 70            | 72            | 12                | 88             | 91             | 91             | 10                | 161   |
| 11                | Morghan King (USA)      | B     | 47.48 | 68            | 70            | 72            | 10                | 88             | 90             | 90             | 11                | 160   |
| 12                | Galina Momotova (KAZ)   | A     | 47.46 | 70            | 70            | 70            | 9                 | 88             | 88             | 91             | 14                | 158   |
| 13                | Jessica Ruel (CAN)      | B     | 47.94 | 70            | 73            | 73            | 13                | 83             | 85             | 87             | 16                | 155   |
| 14                | Estefanía Juan (ESP)    | B     | 47.56 | 68            | 71            | 71            | 14                | 85             | 88             | 88             | 15                | 153   |
| —                 | Ana Segura (COL)        | A     | 47.52 | 72            | 72            | 72            | —                 | 90             | 93             | 97             | 5                 | —     |
| —                 | Misaki Oshiro (JPN)     | B     | 47.42 | 77            | 77            | 77            | —                 | 88             | 91             | 93             | 8                 | —     |
| DSQ               | Carolina Valencia (MEX) | A     | 47.63 | 75            | 78            | 78            | —                 | 98             | 103            | 106            | —                 | —     |